# جان هریس (بازیکن فوتبال، زاده ۱۹۳۹)
جان هریس (انگلیسی: John Harris؛ زادهٔ ۳ آوریل ۱۹۳۹) بازیکن فوتبال اهل انگلستان است.
از باشگاه‌هایی که در آن بازی کرده‌است می‌توان به باشگاه فوتبال والسال و باشگاه فوتبال ولورهمپتون واندررز اشاره کرد.